# Circuits en sèrie i circuits en paral·lel

Un circuit en sèrie amb una font de tensió (com una bateria) i 3 resistències.

Els components d'un circuit elèctric o electrònic es poden connectar de moltes maneres diferents. Els dos més simples d'aquests es diuen circuit en sèrie i circuit en paral·lel i ocorren amb freqüència. Els components connectats en sèrie estan connectats al llarg d'una sola ruta, per la qual cosa el mateix corrent flueix a través de tots els components. Els components connectats en paral·lel es connecten al llarg de múltiples rutes, per la qual cosa s'aplica el mateix voltatge a cada component.
Un circuit compost únicament per components connectats en sèrie es coneix com un circuit en sèrie; De la mateixa manera, un connectat completament en paral·lel es coneix com un circuit paral·lel.
En un circuit en sèrie, el corrent a través de cadascun dels components és el mateix, i el voltatge a través del circuit és la suma dels voltatges a través de cada component. En un circuit en paral·lel, el voltatge en cadascun dels components és el mateix, i el corrent total és la suma dels corrents a través de cada component. Consideri un circuit molt simple que consta de quatre bombetes i una bateria de 6 V. Si un cable uneix la bateria a una bombeta, a la següent bombeta, a la següent bombeta, a la següent bombeta, i després a la bateria, en un bucle continu, es diu que les bombetes estan en sèrie. Si cada bombeta està connectada a la bateria en un bucle separat, es diu que les bombetes estan en paral·lel.
Si les quatre bombetes estan connectades en sèrie, existeix el mateix amperatge en totes elles, i la caiguda de voltatge és d'1.5 V en cada bombeta, la qual cosa pot no ser suficient per a fer-les brillar.
Si les bombetes estan connectades en paral·lel, els corrents a través de les bombetes es combinen per a formar el corrent en la bateria, mentre que la caiguda de voltatge és a través de cada bombeta i totes brillen.
En un circuit en sèrie, cada dispositiu ha de funcionar perquè el circuit es completi. Una bombeta que es crema en un circuit en sèrie trenca el circuit. En els circuits paral·lels, cada bombeta té el seu propi circuit, per la qual cosa totes les bombetes, excepte una, podrien apagar-se i l'última continuarà funcionant.

## Circuits en sèrie
Els circuits en sèrie a vegades es denominen acoblats per corrent o acoblats en cadena. El corrent en un circuit en sèrie travessa tots els components del circuit. Per tant, tots els components en una connexió en sèrie porten el mateix corrent.
La característica principal d'un circuit en sèrie és que només té una ruta en la qual el seu corrent pot fluir. Obrir o trencar un circuit en sèrie en qualsevol punt fa que tot el circuit es "obri" o deixi de funcionar. Per exemple, si fins i tot una de les bombetes d'una cadena de llums d'arbres de Nadal d'estil més antic s'apaga o es lleva, la cadena sencera deixa de funcionar fins que es reemplaça la bombeta.

### Corrent
{\displaystyle I=I_{1}=I_{2}=\cdots =I_{n}}
En un circuit en sèrie, el corrent és el mateix per a tots els elements.

### Resistències
La resistència total de les resistències en sèrie és igual a la suma de les seves resistències individuals:
{\displaystyle R_{\text{total}}=R_{\text{s}}=R_{1}+R_{2}+\cdots +R_{n}}
{\displaystyle Rs\Rightarrow } Resistència en serie
La conductància elèctrica presenta una quantitat recíproca de resistència. La conductància total d'una sèrie de circuits de resistències pures, per tant, es pot calcular a partir de la següent expressió:
{\displaystyle {\frac {1}{G_{\mathrm {total} }}}={\frac {1}{G_{1}}}+{\frac {1}{G_{2}}}+\cdots +{\frac {1}{G_{n}}}}

### Inductors
Els inductors (o bobines) segueixen la mateixa llei, ja que la inductància total dels inductors no acoblats en sèrie és igual a la suma de les seves inductàncies individuals:
{\displaystyle L_{\mathrm {total} }=L_{1}+L_{2}+\cdots +L_{n}}
No obstant això, en algunes situacions, és difícil evitar que els inductors adjacents s'influeixin entre si, ja que el camp magnètic d'un dispositiu s'acobla amb els debanaments dels seus veïns. Aquesta influència està definida per la inductància mútua M. Per exemple, si dos inductors estan en sèrie, hi ha dues inductàncies equivalents possibles depenent de com els camps magnètics de tots dos inductors s'influeixen entre si.
Quan hi ha més de dos inductors, la inductància mútua entre cadascun d'ells i la forma en què les bobines s'influeixen entre si complica el càlcul. Per a un nombre major de bobines, la inductància combinada total es dona per la suma de totes les inductàncies mútues entre les diverses bobines, inclosa la inductància mútua de cada bobina donada amb si mateixa, que denominem autoinducció o simplement inductància. Per a tres bobines, hi ha sis inductàncies mútues M12, M13, M23 i M21, M31 i M32 També estan les tres autoinduccions de les tres bobines: M1, M22 i M33.
Per tant:

{\displaystyle L_{\mathrm {total} }=(M_{11}+M_{22}+M_{33})+(M_{12}+M_{13}+M_{23})+(M_{21}+M_{31}+M_{32})}
Per reciprocitat {\displaystyle M_{ij}=} {\displaystyle M_{ij}} per a què els dos últims grups es puguin combinar. Els tres primers termes representen la suma de les autoinduccions de les diferents bobines. La fórmula s'estén fàcilment a qualsevol nombre de bobines en sèrie amb acoblament mutu. El mètode es pot usar per a trobar l'autoinducció de grans bobines de filferro de qualsevol forma de secció transversal en calcular la suma de la inductància mútua de cada volta de filferro en la bobina amb cada altra volta ja que en tal bobina totes les voltes són en sèrie.

### Condensadors
Els condensadors segueixen la mateixa llei usant els recíprocs. La capacitància total dels capacitors en sèrie és igual al recíproc de la suma dels recíprocs de les capacitàncies individuals:
{\displaystyle {\frac {1}{C_{\mathrm {total} }}}={\frac {1}{C_{1}}}+{\frac {1}{C_{2}}}+\cdots +{\frac {1}{C_{n}}}}

### Interruptors
Dos o més interruptors en sèrie formen un AND lògic; el circuit només transporta corrent si tots els interruptors estan tancats.

### Cel·les i bateries
Una bateria és una col·lecció de cèl·lules electroquímiques. Si les cel·les estan connectades en sèrie, el voltatge de la bateria serà la suma dels voltatges de les cel·les. Per exemple, una bateria d'automòbil de 12 volts conté sis cel·les de 2 volts connectades en sèrie. Alguns vehicles, com els camions, tenen dues bateries de 12 volts en sèrie per a alimentar el sistema de 24 volts.

### Voltatge
En un circuit en sèrie, el voltatge és la suma de tots els voltatges en els components.
{\displaystyle V=V_{1}+V_{2}+\dots +V_{n}}

## Circuits paral·lels
Si dos o més components estan connectats en paral·lel, tenen la mateixa diferència de potencial (voltatge) en els seus extrems. Les diferències de potencial entre els components són iguals en magnitud i també tenen polaritats idèntiques. La mateixa tensió s'aplica a tots els components del circuit connectats en paral·lel. El corrent total és la suma dels corrents a través dels components individuals, d'acord amb la llei actual de Kirchhoff.

### Voltatge
En un circuit paral·lel, la tensió és la mateixa per a tots els elements.
{\displaystyle V=V_{1}=V_{2}=\ldots =V_{n}}

### Corrent
{\displaystyle I_{\mathrm {total} }=V\left({\frac {1}{R_{1}}}+{\frac {1}{R_{2}}}+frac{1}{R_{n}}\right)}

### Resistències
Per a trobar la resistència total de tots els components, agregui els recíprocs de les resistències {\displaystyle R_{i}} de cada component i prengui el recíproc de la suma. La resistència total sempre serà menor que el valor de la resistència més petita:
{\displaystyle {\frac {1}{R_{\mathrm {total} }}}={\frac {1}{R_{1}}}+{\frac {1}{R_{2}}}+\cdots +{\frac {1}{R_{n}}}}
Per a només dues resistències, l'expressió no corresposta és raonablement simple:
Això a vegades va pel producte mnemotècnic sobre la suma.
Per a N resistències iguals en paral·lel, l'expressió de suma recíproca se simplifica a:
{\displaystyle {\frac {1}{R_{\mathrm {total} }}}=N{\frac {1}{R}}}
i per tant:
{\displaystyle R_{\mathrm {total} }={\frac {R}{N}}}
Per a trobar el corrent en un component amb resistència {\displaystyle R_{i}}, utilitzi la llei d'Ohm novament:
{\displaystyle I_{i}={\frac {V}{R_{i}}}\,}
Els components divideixen el corrent segons les seves resistències recíproques, per la qual cosa, al cas de dues resistències:
{\displaystyle {\frac {I_{1}}{I_{2}}}={\frac {R_{2}}{R_{1}}}}
Un terme antic per a dispositius connectats en paral·lel és múltiple, com a connexions múltiples per a llums d'arc.
Atès que la conductància elèctrica G és recíproca a la resistència, l'expressió per a la conductància total d'un circuit paral·lel de resistències diu
{\displaystyle G_{\mathrm {total} }=G_{1}+G_{2}+\cdots +G_{n}}
Les relacions per a conductància total i resistència estan en una relació complementària: l'expressió per a una connexió en sèrie de resistències és la mateixa que per a la connexió paral·lela de conductàncies, i viceversa.

### Inductors
Els inductors (o bobines) segueixen la mateixa llei, ja que la inductància total d'inductors no acoblats en paral·lel és igual a la recíproca de la suma dels recíprocs de les seves inductàncies individuals:
{\displaystyle {\frac {1}{L_{\mathrm {total} }}}={\frac {1}{L_{1}}}+{\frac {1}{L_{2}}}+\cdots +{\frac {1}{L_{n}}}}
Si els inductors estan situats en els camps magnètics de cadascun, aquest enfocament no és vàlid a causa de la inductància mútua. Si la inductància mútua entre dues bobines en paral·lel és M, l'inductor equivalent és:
{\displaystyle {\frac {1}{L_{\mathrm {total} }}}={\frac {L_{1}+L_{2}-2M}{L_{1}L_{2}-M^{2}}}}
Si:
{\displaystyle L_{1}=L_{2}}
{\displaystyle L_{\text{total}}={\frac {L+M}{2}}}
El signe de M depèn de com els camps magnètics s'influeixen entre si. Per a dues bobines iguals acoblades estretament, la inductància total és pròxima a la de cada bobina individual. Si la polaritat d'una bobina s'inverteix perquè M sigui negativa, llavors la inductància paral·lela és gairebé zero o la combinació és gairebé no inductiva. S'assumeix que en el cas "estretament acoblat", M és gairebé igual a L. No obstant això, si les inductàncies no són iguals i les bobines estan estretament acoblades, pot haver-hi condicions pròximes al curtcircuit i alts corrents de circulació per a valors positius i negatius de M, la qual cosa pot causar problemes.
Més de tres inductors es tornen més complexos i s'ha de considerar la inductància mútua de cada inductor entre si i la seva influència sobre l'altre. Per a tres bobines, hi ha tres inductàncies mútues M12, M13 i M23 Això es maneja millor mitjançant mètodes matricials i sumant els termes de l'invers de la matriu L (3 per 3 en aquest cas).
Les equacions pertinents són de la forma:
{\displaystyle v_{i}=\sum _{j}L_{i,j}{\frac {di_{j}}{dt}}}

### Capacitors
La capacitància total dels capacitors en paral·lel és igual a la suma de les seves capacitancies individuals:
{\displaystyle C_{\mathrm {total} }=C_{1}+C_{2}+\cdots +C_{n}}
El voltatge de treball d'una combinació paral·lela de capacitors sempre està limitat pel voltatge de treball més petit d'un capacitor individual.

### Interruptors
Dos o més interruptors en paral·lel formen un OR lògic; el circuit transporta corrent si almenys un interruptor està tancat.

### Cel·les i bateries
Si les cel·les d'una bateria estan connectades en paral·lel, el voltatge de la bateria serà el mateix que el voltatge de la cel·la, però el corrent subministrat per cada cel·la serà una fracció del corrent total. Per exemple, si una bateria comprèn quatre cel·les idèntiques connectades en paral·lel i lliurament un corrent d'1 ampere, el corrent subministrat per cada cel·la serà de 0.25 amperes. Les bateries connectades en paral·lel van ser àmpliament utilitzades per a alimentar els filaments de les vàlvules en ràdios portàtils. Les bateries recarregables d'ió de liti (especialment les bateries dels portàtils) sovint es connecten en paral·lel per a augmentar la classificació d'amperes / hora. Alguns sistemes solars elèctrics tenen bateries en paral·lel per a augmentar la capacitat d'emmagatzematge; una aproximació pròxima de les *amp-hores totals és la suma de totes les *amp-hores de bateries en paral·lel.

## Notació
El valor de dos components en paral·lel sovint es representa en equacions mitjançant dues línies verticals, ∥, manllevant la notació de línies paral·leles de la geometria.
{\displaystyle R_{\mathrm {eq} }\equiv R_{1}\|R_{2}\equiv \left(R_{1}^{-1}+R_{2}^{-1}\right)^{-1}\equiv {\frac {R_{1}R_{2}}{R_{1}+R_{2}}}}
Això simplifica les expressions que d'una altra manera es complicarien amb l'expansió dels termes. Per exemple:
{\displaystyle R_{1}\|R_{2}\|R_{3}\equiv {\frac {R_{1}R_{2}R_{3}}{R_{1}R_{2}+R_{1}R_{3}+R_{2}R_{3}}}}

## Aplicacions
Una aplicació comuna del circuit en sèrie en l'electrònica de consum és en les bateries, on s'utilitzen diverses cel·les connectades en sèrie per a obtenir un voltatge d'operació convenient. Dues cel·les de zinc d'un sol ús en sèrie podrien alimentar una llanterna o un control remot a 3 volts; El paquet de bateries per a una eina elèctrica de mà podria contenir una dotzena de cel·les d'ions de liti connectades en sèrie per a proporcionar 48 volts.
Els circuits en sèrie es van utilitzar anteriorment per a la il·luminació en trens elèctrics d'unitats múltiples. Per exemple, si la tensió d'alimentació era de 600 volts, podria haver-hi vuit bombetes de 70 volts en sèrie (un total de 560 volts) més una resistència per a reduir els 40 volts restants. Els circuits en sèrie per a la il·luminació de trens van ser reemplaçats, primer pels generadors de motor, després pels dispositius d'estat sòlid.
La resistència en sèrie també es pot aplicar a la disposició dels vasos sanguinis dins d'un òrgan determinat. Cada òrgan és subministrat per una artèria gran, artèries més petites, arterioles, capil·lars i venes disposades en sèrie. La resistència total és la suma de les resistències individuals, segons l'expressat per la següent equació: R total = R artèria + R arterioles + R capilaries. La major proporció de resistència en aquesta sèrie és aportada per les arterioles.
La resistència paral·lela és il·lustrada pel sistema circulatori. Cada òrgan és subministrat per una artèria que es ramifica des de l'aorta. La resistència total d'aquesta disposició en paral·lel s'expressa mitjançant la següent equació: 1 / Rtotal = 1 / Ra + 1 / Rb + ... 1 / Rn. Ra, Rb i Rn són les resistències de les artèries renal, hepàtica i altres, respectivament. La resistència total és menor que la resistència de qualsevol de les artèries individuals.